# Пчелиный дом
Пчели́ный дом (англ. Beehive house) — одна из двух официальных резиденций первого главы мормонов и первого губернатора Юты Бригама Янга. Дом расположен в столице штата Солт-Лейк-Сити. Он является национальным историческим памятником США и входит в Национальный реестр исторических мест США.

## История
Пчелиный дом был построен в 1854 году. Своё название он получил по скульптуре улья, расположенного на крыше дома. Проект дома был разработан шурином Бригама Янга Труманом Энджелом. Спустя два года по проекту Энджелла была построена ещё одна резиденция Янга, Львиный дом Обе резиденции расположены в одном квартале от мормонского храма Солт-Лейк-Темпл. Основными материалами, использованными в постройке Пчелиного дома, стали саман и песчаник.
Янг был многоженцем, поэтому для его семьи требовалось большое помещение. Однако с ростом семьи первой резиденции стало не хватать, из-за чего и был построен Львиный дом. Обе резиденции сообщаются между собой посредством нескольких комнат. С 1852 по 1855 здание являлось официальной резиденцией губернатора территории Юта. В 1877 году в одной из комнат резиденции Янг скончался. Впоследствии дом был продан мормонской церкви, и в нём в разные годы проживали 5-й и 6-й президенты церкви, Лоренцо Сноу и Джозеф Смит. После смерти последнего здание стало филиалом Университета Святых последних дней, позднее приспособленным под женское общежитие.
Скульптура улья на крыше дома призвана символизировать трудолюбие (industry), являющееся важной составляющей мормонизма. Она также перекликается с термином «Дезерет», предложенным мормонами в качестве названия штата. Согласно учению мормонов, это слово означает «медоносная пчела». Однако правительство США приняло в качестве названия нынешнее слово «Юта» по самоназванию индейцев племени юте. Тем не менее, улью всё же нашлось место среди символов штата: он размещён на печати Юты.
16 января 1970 года здание было включено в Национальный реестр исторических мест США.